# Hôtel de Ville (Parigi)
L'Hôtel de Ville de Paris (in italiano: Municipio di Parigi) è il municipio cittadino di Parigi; si trova nel IV arrondissement, vicino alla Senna. È classificato come Monumento storico di Francia.

## Storia
Il consiglio municipale di Parigi risale al 1246, istituito da Luigi IX. Poiché era presieduta dalla corporazione dei mercanti d'acqua, il loro sigillo divenne quello dell'amministrazione e in seguito della città stessa, che prese anche il motto di Fluctuat nec mergitur (naviga e non affonda).
La sede dell'assemblea fu costruita una prima volta nel 1357 e riedificata tra il 1533 (sotto Domenico da Cortona) e il 1628, ma l'edificio odierno è frutto di una pesante ricostruzione dopo il disastroso incendio del 1871.
Parteciparono al progetto diverse centinaia di artisti, che diedero la vistosa decorazione corredata da numerose sculture. Il salone delle feste è alto tredici metri e rappresenta l'ambiente più bello all'interno del palazzo.
A Parigi si trovano altri 20 municipi, uno per ogni arrondissement, sede dei rispettivi consigli circoscrizionali. Per evitare ambiguità solo quello centrale è chiamato Hôtel de Ville, mentre gli altri sono chiamati semplicemente Mairies. Ad esempio Mairie du 9e indica il municipio del IX arrondissement. 
Al palazzo è affiancato il Giardino dei Combattenti della Nueve, così ridenominato dal marzo 2015 (prima era noto come Giardino dell'Hôtel de Ville).
Il 10 e 11 agosto 2024 l'area antistante il municipio è stata il punto di partenza della maratona maschile e di quella femminile dei Giochi della XXXIII Olimpiade.

## Galleria d'immagini

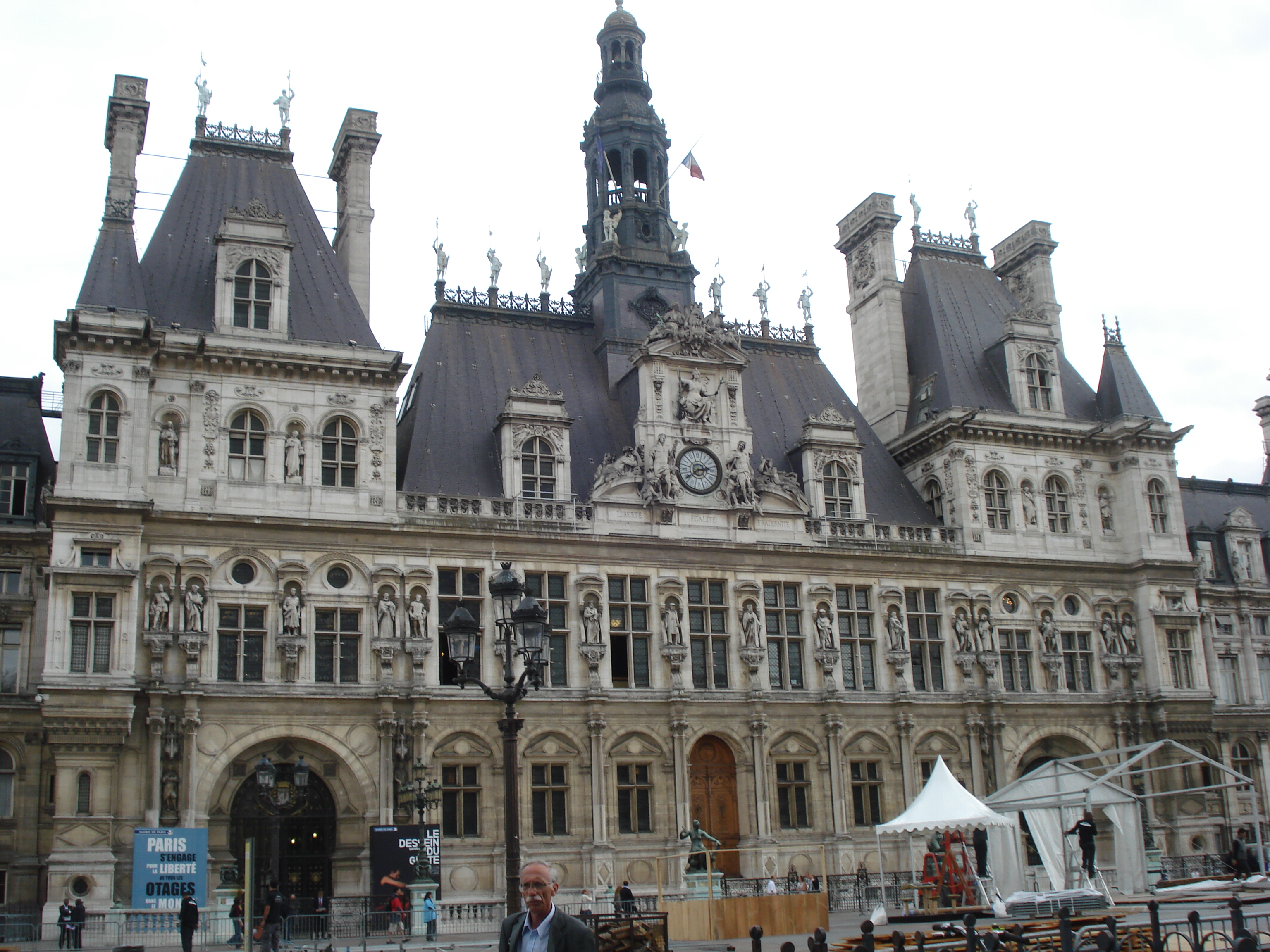
La facciata
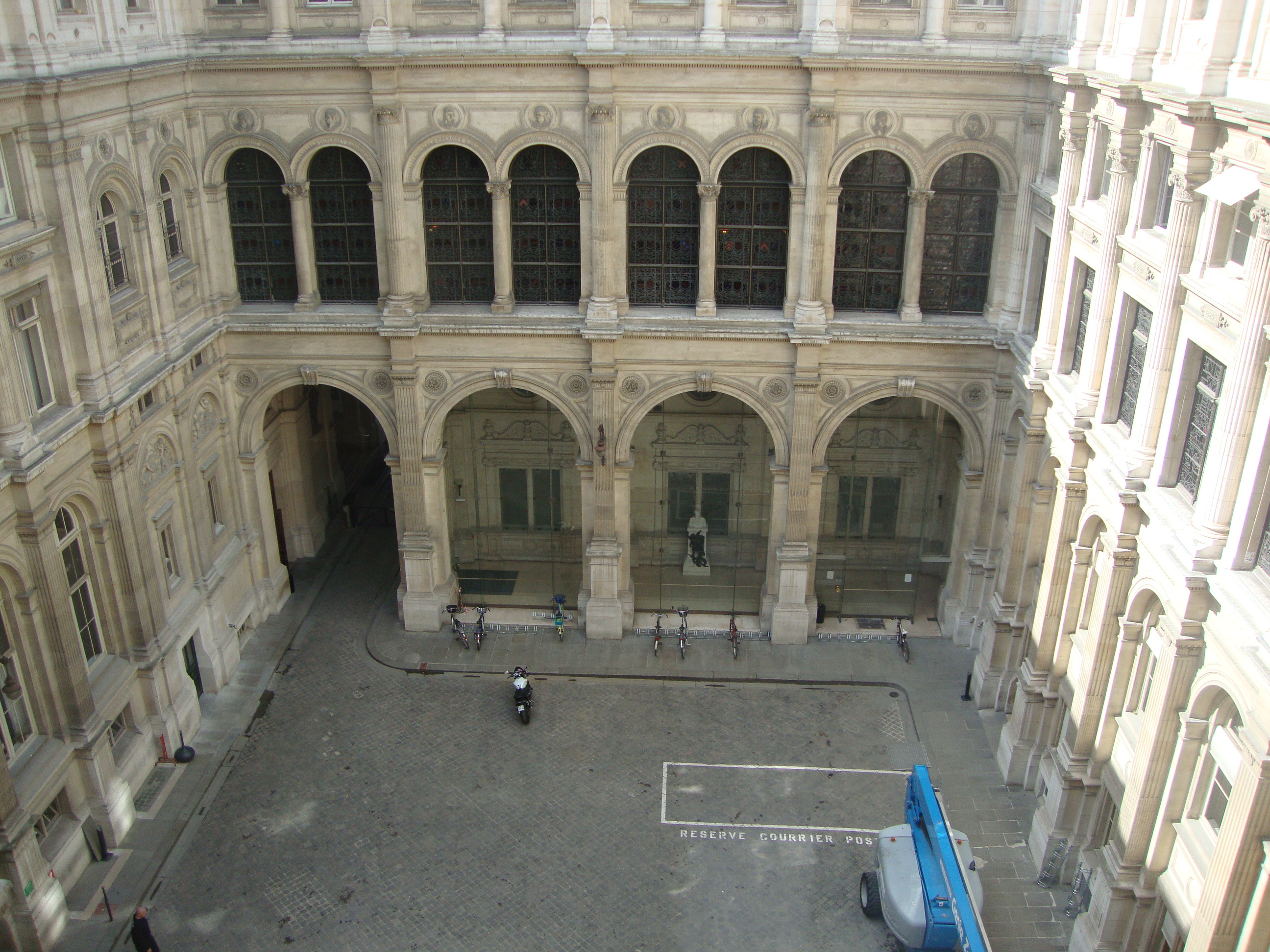
Il cortile interno
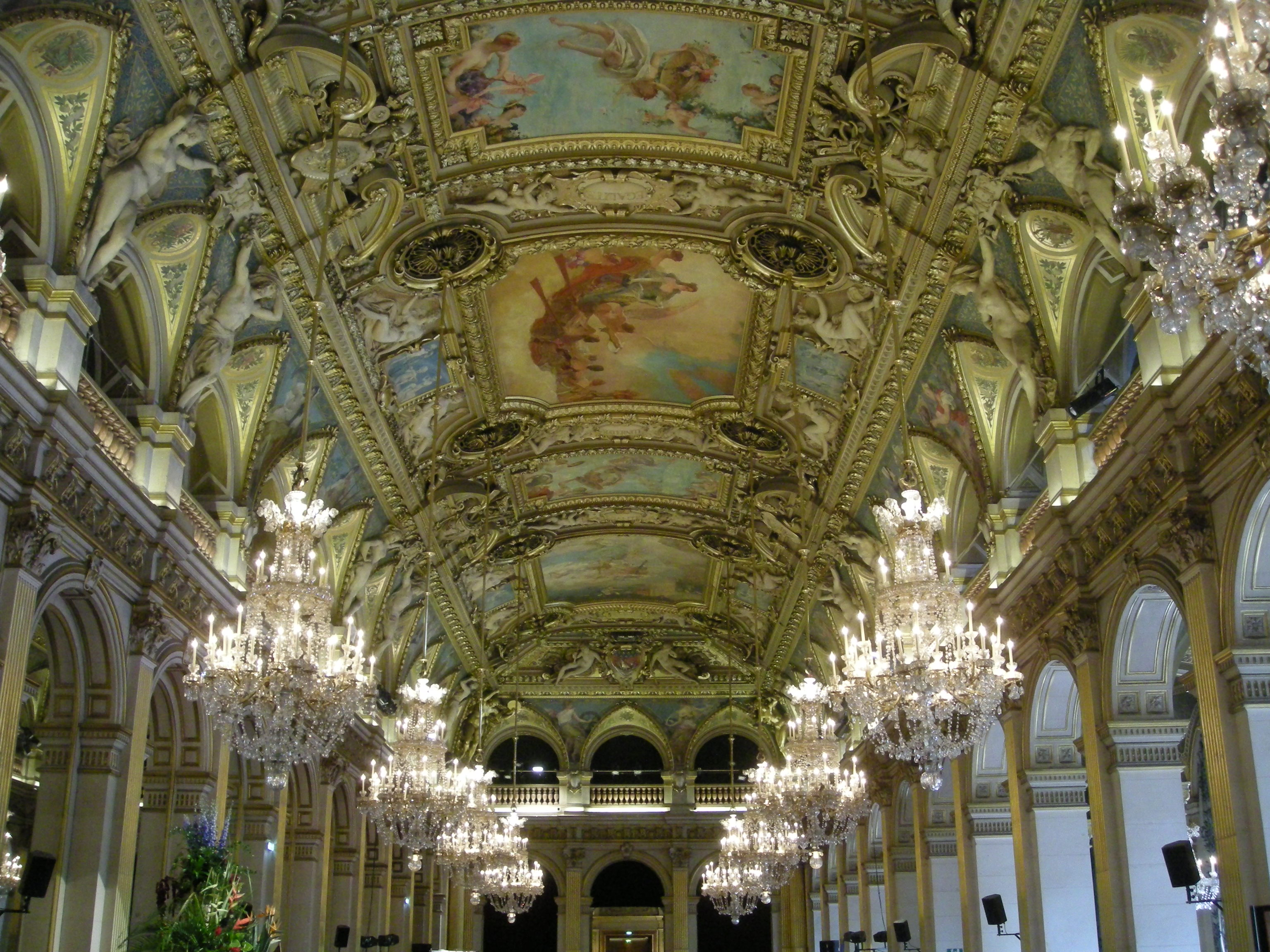
Il salone delle feste